# 中島ヨシキのフブラジ
中島ヨシキのフブラジ（なかじまヨシキのフブラジ）は、2016年10月2日（10月1日深夜）から放送されている声優の中島ヨシキがパーソナリティを務めるラジオ番組（アニラジ）である。

## 番組について
声優 中島ヨシキが交流のある声優、芸人をゲストに迎え、アドリブ劇を始め声を存分に生かしたコーナーを繰り広げるトーク・バラエティ番組。
コンセプトは『織田信長を輩出した名古屋の地から声優界の天下布武を狙う…そんな意気込みだけは十分にお届けするラジオ番組』。
フブラジの「フブ」は「天下布武」から。

### 放送時間
2021年4月1日現在
- 放送地域：中京広域圏
- 放送局：CBCラジオ（CBC）
- 放送時間：日曜日 0:30 - 1:00（土曜日深夜、JST）

### パーソナリティ
- 中島ヨシキ

### スタッフ
- プロデューサー：長谷川達也
- ディレクター：矢島優
- 構成作家：坂本尚文

### その他
- CBCラジオ公式の番組ブログ[3]では、各回の放送後記と併せパーソナリティが描くゲストの似顔絵も公開している。
- 公式Twitter[4]を更新しているのは、織田信長を模した番組キャラクターの「ノブさん」。ノブさんのデザイン他、イベントグッズ用のイラストもパーソナリティが手掛けている。
- 2021年8月15日（8月14日深夜）放送の第250陣[5]と、8月22日（8月21日深夜）放送の第251陣[6]はパーソナリティの中島ヨシキが新型コロナウイルス感染症に罹患したことを受け、同事務所の羽多野渉、伊東健人の二人が代打で交互にパーソナリティを務める回となった。

## 番組構成

### オープニング
リスナーからのお便り紹介。
番組関連イベントや公開録音等の情報がある際は告知が入る。

### ゲスト紹介
番組コンセプトの説明後、放送回のゲスト名を紹介。
「中島ヨシキのフブラジ第◯◯陣」の後に作家考案のゲストの名前をもじった『サブタイトル』を語り、「出陣です！」とタイトルコールの後、ゲストが登場する。

### コーナー
- 一問一答 [#2-]
  - 各ゲストは二週毎の登場となり、一週目に必ず行うゲストへの質問コーナー。「声優（またはゲストの職業）を目指したきっかけは？」を筆頭にゲスト毎に質問が用意されており、2度目の登場時にも同内容の質問を行う。
- 3分間アドリブ劇場 [#3-]
  - ゲスト登場二週目に行うコーナー。舞台とキャラクター設定をそれぞれ募集し、引いたお題に沿ってエチュードを行う。どんな展開でも3分間で強制終了とし、エチュードの合否を番組ディレクターが判定。失格の場合は各々せんぶり茶を飲む。[注 1][注 2]
- 最高に愛おしい
  - リスナーが愛おしいと思う言葉、台詞を募集し、パーソナリティとゲストで読み上げるコーナー。
- THE噂 [#84-] 
  - リスナーだけ、もしくはリスナーの周りの“極一部”だけで噂されている出来事を募集し、ゲストと共に検証していくコーナー。
- 質問BOX [#216、#252、#256、#266、#291、#314、#365、#395] 
  - 3度目に登場したゲストへの『一問一答』に代わる企画。スタッフの用意したボックスからお題を引き、主に過去ゲストへしたことがない質問を行う。

#### 過去のコーナー
- 最低に格好良い
  - リスナーが思う「最低な台詞」を募集し、良い声で読み上げることにより「最低なんだけどなんだか格好良い」を目指すコーナー。
- 最高に格好良い [#78-#128]
  - 「最高に格好良い台詞」をリスナーから募集し、とにかく格好良い声で読み上げるコーナー。
- 本当に格好良い [#131]
  - 「本当に格好良い台詞」をリスナーから募集し、本当に格好良い声で読み上げるコーナー。
- ヨシキが語る○○さん [#130、#149]
  - パーソナリティ一人回の際に行う、BOXから引いて出た友達（声優限定）について語る企画。
- マジメなヨシキのマジメお悩み相談室 [#179]
  - パーソナリティ一人回の際に行った、悩み相談企画。

### エンディング
各コーナーへのお便り、宛先告知とフリートーク。

## ゲスト
2016年
- ＃02、03（2016年10月 9日、10月16日） ：西山宏太朗
- ＃04、05（2016年11月 6日、11月13日） ：梅原裕一郎
- ＃06、07（2016年11月20日、11月27日）：小林大紀
- ＃08、09（2016年12月 4日、12月11日） ：伊東健人
- ＃10、11（2016年12月18日、12月25日）：山谷祥生

2017年
- ＃13、14（2017年 1月15日、 1月22日）：石川界人
- ＃15、16（2017年 1月29日、 2月 5日） ：土岐隼一
- ＃17、18（2017年 2月12日、 2月19日）：渡辺拓海
- ＃19、20（2017年 2月26日、 3月 4日） ：中村繪里子

- ＃21、22（2017年 3月12日、 3月19日）：帆世雄一
- ＃23、24（2017年 3月26日、 4月 2日） ：畠中祐
- ＃27、28（2017年 4月23日、 4月30日）：菊池勇成
- ＃29、30（2017年 5月 7日、  5月14日）：仲村宗悟
- ＃31、32（2017年 5月21日、 5月28日）：榎木淳弥
- ＃33、34（2017年 6月 4日、  6月11日）：天津向
- ＃35、36（2017年 6月18日、 6月25日）：鈴木裕斗
- ＃37、38（2017年 7月 2日、  7月 9日） ：八代拓
- ＃39、40（2017年 7月16日、 7月23日）：野上翔

- ＃41、42（2017年 7月30日、 8月 6日） ：村田太志
- ＃43、44（2017年 8月13日、 8月20日）：新田杏樹
- ＃45、46（2017年 8月27日、  9月 3日）：村瀬歩
- ＃47、48（2017年 9月10日、 9月17日）：濱野大輝
- ＃49、50（2017年 9月24日、10月 1日）：徳武竜也
- ＃51、52（2017年10月 8日、10月15日）：東内マリコ
- ＃53、54（2017年10月22日、11月12日）：天﨑滉平
- ＃55、56（2017年11月19日、11月26日）：濱健人
- ＃57、58（2017年12月 2日、12月10日）：小林裕介
- ＃59、60（2017年12月17日、12月24日）：内田雄馬

2018年
- ＃62、63（2018年 1月 7日、  1月14日）：堀江瞬
- ＃64、65（2018年 1月21日、 1月28日）：高塚智人
- ＃66、67（2018年 2月 4日、 2月11日） ：土岐隼一（2回目）
- ＃68、69（2018年 2月18日、 2月25日）：白井悠介
- ＃72、73（2018年 3月18日、 3月25日）：深町寿成
- ＃74、75（2018年 4月 1日、  4月 8日） ：田中貴子
- ＃76、77（2018年 4月15日、 4月22日）：入江玲於奈
- ＃78、79（2018年 4月29日、 5月 6日） ：汐谷文康
- ＃80、81（2018年 5月13日、 5月20日）：駒田航
- ＃82、83（2018年 5月27日、 6月 3日） ：今井麻美
- ＃84、85（2018年 6月10日、 6月17日）：市川太一
- ＃86、87（2018年 6月24日、 7月 1日） ：永塚拓馬
- ＃88、89（2018年 7月 8日、  7月15日）：長谷川明子
- ＃90、91（2018年 7月22日、 7月29日）：狩野翔
- ＃92、93（2018年 8月 5日、  8月12日）：間島淳司
- ＃94、95（2018年 8月19日、 8月26日）：永野由祐
- ＃96、97（2018年 9月 2日、  9月 9日） ：徳武竜也（2回目）
- ＃98、99（2018年 9月16日、 9月23日）：古川慎
- ＃100、101（2018年 9月30日、10月 7日） ：寺島惇太
- ＃102、103（2018年10月14日、10月21日）：石谷春貴
- ＃104、105（2018年10月28日、11月 4日）：河西健吾
- ＃106、107（2018年11月11日、11月18日）：喜山茂雄
- ＃108、109（2018年11月25日、12月 2日）：上田麗奈
- ＃110、111（2018年12月 9日、12月16日）：小笠原仁

2019年
- ＃116、117（2019年 1月20日、 1月27日）：熊谷健太郎
- ＃118、119（2019年 2月 3日、  2月10日）：増元拓也
- ＃120、121（2019年 2月17日、 2月24日）：矢野奨吾
- ＃122、123（2019年 3月 3日、  3月10日）：益山武明
- ＃124、125（2019年 3月17日、 3月24日）：山中真尋
- ＃126、127（2019年 3月31日、 4月 7日） ：小松昌平
- ＃128、129（2019年 4月14日、 4月21日）：梅原裕一郎（2回目）
- ＃132、133（2019年 5月12日、 5月19日）：梶原岳人
- ＃134、135（2019年 5月26日、 6月 2日） ：千葉翔也
- ＃138、139（2019年 6月23日、 6月30日）：笠間淳
- ＃140、141（2019年 7月 7日、 7月 14日）：浦尾岳大
- ＃142、143（2019年 7月21日、 7月28日）：酒井広大
- ＃144、145（2019年 8月 4日、  8月11日）：広瀬裕也
- ＃146、147（2019年 8月18日、 8月25日）：石川界人（2回目）
- ＃150、151（2019年 9月15日、 9月22日）：小林大紀（2回目）
- ＃152、153（2019年 9月29日、10月 6日）：日笠陽子
- ＃154、155（2019年10月13日、10月20日）：井上雄貴
- ＃156、157（2019年10月27日、11月 3日）：高坂知也
- ＃162、163（2019年12月 8日、12月15日）：ランズベリー・アーサー
- ＃164、165（2019年12月22日、12月29日）：神尾晋一郎

2020年
- ＃166、167（2020年 1月 5日、  1月12日）：小松昌平（2回目）
- ＃168、169（2020年 1月19日、 1月26日）：米内佑希
- ＃170、171（2020年 2月 2日、   2月 9日）：濱野大輝（2回目）
- ＃172、173（2020年 2月16日、 2月23日）：安田陸矢
- ＃174、175（2020年 3月 1日、   3月 8日）：比留間俊哉
- ＃176、177（2020年 3月15日、 3月22日）：野田てつろう
- ＃180、181（2020年 4月12日、 4月19日）：野津山幸弘
- ＃182、183（2020年 4月26日、  5月 3日）：木島隆一
- ＃184、185（2020年 5月10日、 5月17日）：八代拓（2回目）
- ＃186、187（2020年 5月24日、 5月31日）：山谷祥生（2回目）
- ＃188、189（2020年 6月 7日、 6月14日）：榎木淳弥（2回目）
- ＃190、191（2020年 6月21日、6月28日）：中村繪里子（2回目）
- ＃192、193（2020年 7月 5日、 7月12日）：宮崎遊
- ＃196、197（2020年 8月 2日、  8月 9日）：岩崎諒太
- ＃198、199（2020年 8月16日、 8月23日）：西山宏太朗（2回目）
- ＃200、201（2020年 8月30日、  9月 6日）：R藤本
- ＃202、203（2020年 9月13日、 9月20日）：石谷春貴（2回目）
- ＃204、205（2020年 9月27日、 10月4日）：川原慶久
- ＃206、207（2020年10月11日、10月18日）：梅原裕一郎（3回目）
- ＃208、209（2020年10月25日、11月 1日）：大塚剛央
- ＃210、211（2020年11月 8日、11月15日）：石川由依
- ＃212、213（2020年11月22日、11月29日）：千葉翔也（2回目）
- ＃214、215（2020年12月 6日、 12月13日）：狩野翔（2回目）
- ＃216、217（2020年12月20日、12月27日）：榎木淳弥（3回目）

2021年
- ＃220、221（2021年 1月17日、 1月24日）：土岐隼一（3回目）
- ＃222、223（2021年 1月31日、  2月 7日）：永野由祐（2回目）
- ＃224、225（2021年 2月14日、 2月21日）：住谷哲栄
- ＃226、227（2021年 2月28日、  3月 7日）：畠中祐（2回目）
- ＃228、229（2021年 3月14日、 3月21日）：益山武明（2回目）
- ＃230、231（2021年 3月28日、  4月 4日）：比留間俊哉（2回目）
- ＃232、233（2021年 4月11日、 4月18日）：中澤まさとも
- ＃234、235（2021年 4月25日、  5月 2日）：内匠靖明
- ＃236、237（2021年 5月 9日、  5月16日）：村上喜紀
- ＃238、239（2021年 5月23日、 5月30日）：野上翔（2回目）
- ＃240、241（2021年 6月 6日、  6月13日）：中野泰佑
- ＃242、243（2021年 6月20日、 6月27日）：永塚拓馬（2回目）
- ＃246、247（2021年 7月18日、 7月25日）：加藤渉
- ＃248、249（2021年 8月 1日、   8月 8日）：五十嵐雅
- ＃250　　　（2021年 8月15日）：羽多野渉　※代打パーソナリティ：伊東健人
- ＃251　　　（2021年 8月22日）：伊東健人　※代打パーソナリティ：羽多野渉
- ＃252、253（2021年 8月29日、  9月 5日）：千葉翔也（3回目）
- ＃254、255（2021年 9月12日、 9月19日）：竹内栄治
- ＃256、257（2021年 9月26日、10月 3日）：畠中祐（3回目）
- ＃258、259（2021年10月10日、10月17日）：濱健人（2回目）
- ＃260、261（2021年10月24日、10月31日）：浦和希
- ＃264、265（2021年11月21日、11月28日）：梅田修一朗
- ＃266、267（2021年12月 5日、12月12日）：狩野翔（3回目）
- ＃268、269（2021年12月19日、12月26日）：野田てつろう（2回目）

2022年
- ＃272、273（2022年 1月16日、 1月23日）：寺島惇太（2回目）
- ＃274、275（2022年 1月30日、 2月 6日）：竹内栄治（2回目）
- ＃276、277（2022年 2月13日、 2月20日）：宮崎雅也
- ＃278、279（2022年 2月27日、 3月 6日）：渡辺紘
- ＃282、283（2022年 3月27日、 4月 3日）：岩崎諒太（2回目）
- ＃284、285（2022年 4月10日、 4月17日）：帆世雄一（2回目）
- ＃286、287（2022年 4月24日、 5月 1日）：渡辺紘（2回目）
- ＃288、289（2022年 5月 8日、 5月15日）：小林裕介（2回目）
- ＃290、291（2022年 5月22日、 5月29日）：濱野大輝（3回目）
- ＃292、293（2022年 6月 5日、 6月12日）：堀江瞬（2回目）
- ＃294、295（2022年 6月19日、 6月26日）：広瀬裕也（2回目）
- ＃296、297（2022年 7月 3日、 7月10日）：熊谷健太郎（2回目）
- ＃298、299（2022年 7月17日、 7月24日）：古川慎（2回目）
- ＃300、301（2022年 7月31日、 8月 7日）：大鈴功起
- ＃302、303（2022年 8月14日、 8月21日）：土田玲央
- ＃304、305（2022年 8月28日、 9月  4日）：加藤渉（2回目）
- ＃306、307（2022年 9月11日、 9月18日）：堂島颯人
- ＃308、309（2022年 9月25日、10月 2日）：中澤まさとも（2回目）
- ＃310、311（2022年10月9日、10月16日）：藤原夏海
- ＃312、313（2022年10月23日、10月30日）：梶原岳人（2回目）
- ＃314、315（2022年11月 6日、11月13日）：山谷祥生（3回目）
- ＃316、317（2022年11月20日、11月27日）：小笠原仁（2回目）
- ＃318、319（2022年12月 4日、12月11日）：熊澤歩哉
- ＃320、321（2022年12月18日、12月25日）：白井悠介（2回目）

2023年
- ＃324、325（2023年  1月15日、 1月22日）：駒田航（2回目）
- ＃326、327（2023年  1月29日、 2月 5日）：入江玲於奈（2回目）
- ＃328、329（2023年  2月12日、 2月19日）：小田柿悠太
- ＃330、331（2023年  2月26日、 3月 5日）：森永彩斗
- ＃332、333（2023年  3月12日、 3月19日）：益山武明（3回目）
- ＃334、335（2023年  3月26日、 4月 2日）：岩崎諒太（3回目）
- ＃336、337（2023年  4月 9日、 4月16日）：野上翔（3回目）
- ＃338、339（2023年  4月23日、4月30日）：榊原優希
- ＃340、341（2023年  5月 7日、 5月14日）：笠間淳（2回目）
- ＃342、343（2023年  5月21日、5月28日）：汐谷文康（2回目）
- ＃344、345（2023年  6月 4日、 6月11日）：堀江瞬（3回目）
- ＃348、349（2023年  7月 2日、 7月 9日）：鵜澤正太郎
- ＃350、351（2023年  7月23日、7月30日）：石井孝英
- ＃352、353（2023年  8月 5日、 8月12日）：浦和希（2回目）
- ＃355、356（2023年  8月27日、 9月 3日）：宮瀬尚也
- ＃357、358（2023年  9月10日、 9月17日）：市川蒼
- ＃359、360（2023年  9月24日、10月 1日）：村田太志（2回目）
- ＃361、362（2023年10月  8日、10月15日）：狩野翔《4回目》
- ＃363、364（2023年10月22日、10月29日）：田所陽向
- ＃365、366（2023年11月  5日、11月12日）：小林大紀（3回目）
- ＃367、368（2023年11月19日、11月26日）：仲村宗吾（2回目）
- ＃371、372（2023年12月17日、12月24日）：畠中祐《4回目》

2024年
- ＃375、376（2024年  1月14日、 1月21日）：住谷哲栄（2回目）
- ＃377、378（2024年  1月28日、 2月  4日）：宮崎遊（2回目）
- ＃379、380（2024年  2月11日、 2月18日）：山下誠一郎
- ＃381、382（2024年  2月25日、 3月 3日）：深町寿成（2回目）
- ＃383、384（2024年  3月10日、 3月17日）：山谷祥生《4回目》
- ＃385、386（2024年  3月24日、 3月31日）：ランズベリー・アーサー（2回目）
- ＃389、390（2024年  4月21日、 4月28日）：小林親弘
- ＃391、392（2024年  5月 5日、  5月12日）：江田拓寛
- ＃393、394（2024年  5月19日、 5月26日）：野上翔《4回目》
- ＃395、396（2024年  6月 2日、  6月 9日）：小松昌平（3回目）
- ＃397、398（2024年  6月16日、 6月23日）：伊東健人（2回目）
- ＃399、400（2024年  6月30日、  7月 7日）：土岐隼一《4回目》
- ＃401、402（2024年  7月14日、 7月21日）：桑野晃輔
- ＃405、406（2024年  8月11日、 8月18日）：永塚拓馬（3回目）
- ＃407、408（2024年  8月25日、  9月 1日）：上西哲平
- ＃409、410（2024年  9月 8日、  9月15日）：加藤渉（3回目）
- ＃411、412（2024年  9月22日、9月29日）：濱野大輝《4回目》
- ＃413、414（2024年10月 6日、10月13日）：粕谷大介
- ＃415、416（2024年10月20日、10月27日）：浦尾岳大（2回目）
- ＃417、418（2024年11月 3日、 11月10日）：汐谷文康（3回目）
- ＃419、420（2024年11月17日、11月24日）：小田柿悠太（2回目）

2025年
- ＃423、424（2024年12月15日、12月22日）：堂島颯人（2回目）
- ＃427、428（2025年 1月12日、  1月19日）：益山武明《4回目》
- ＃429、430（2025年 1月26日、  2月 2日）：猪股慧士
- ＃431、432（2025年 2月 9日、  2月 16日）：室元気
- ＃433、434（2025年 2月23日、  3月 2日）：児玉卓也
- ＃435、436（2025年 3月 9日、  3月16日）：千葉翔也《4回目》

## オンエア曲
| 放送回 | 放送日         | 曲名                       | 歌手名                                             | 選曲者     |
| ------ | -------------- | -------------------------- | -------------------------------------------------- | ---------- |
| 13     | 2017年1月15日  | 天下無敵☆メテオレンジャー  | 流星隊                                             | ―          |
| 55     | 2017年11月19日 | Living The Dream           | 七尾太一（濱健人）                                 | ―          |
| 56     | 2017年11月26日 | フィッシュストーリー       | 斉藤壮馬                                           | ―          |
| 80     | 2018年5月13日  | 鮭とイクラと893と娘        | 新田義史（中島ヨシキ）                             | ―          |
| 81     | 2018年5月20日  | 鮭とイクラと893と娘        | 新田義史（中島ヨシキ）                             | ―          |
| 198    | 2020年8月16日  | 真昼どきのステラ           | 西山宏太朗                                         | ―          |
| 206    | 2020年10月11日 | 真昼どきのステラ           | 西山宏太朗                                         | 梅原裕一郎 |
| 207    | 2020年10月18日 | Vanity                     | Sir Vanity                                         | ―          |
| 210    | 2020年11月8日  | Dear Violet                | 石川由依                                           | 石川由依   |
| 250    | 2021年8月15日  | PLACES                     | TRIGGER                                            | 羽多野渉   |
| 251    | 2021年8月22日  | TikTokでバズり隊           | DOKONJOFINGER                                      | 伊東健人   |
| 252    | 2021年8月29日  | AOAWASE                    | CYNHN                                              | 千葉翔也   |
| 253    | 2021年9月5日   | 硝子のアンブレラ           | predia                                             | 千葉翔也   |
| 284    | 2022年4月10日  | アンリミテッド☆パワー!!!!! | 流星隊                                             | ―          |
| 299    | 2022年7月24日  | Onlynight Crown            | 古川慎                                             | ―          |
| 312    | 2022年10月23日 | わすれないように           | 梶原岳人                                           | 梶原岳人   |
| 313    | 2022年10月23日 | ぼくらのメロディ           | 梶原岳人                                           | 梶原岳人   |
| 317    | 2022年11月27日 | DandeLION                  | 小笠原仁                                           | 小笠原仁   |
| 318    | 2022年12月4日  | Perfect Circle             | 円神                                               | 熊澤歩哉   |
| 364    | 2023年10月22日 | Brand New Voice            | 数寄川零（CV:田所陽向）、天城士欧（CV:中島ヨシキ） | ―          |
| 367    | 2023年11月12日 | 鮭とイクラと893と娘        | 新田義史（中島ヨシキ）                             | ―          |
| 371    | 2023年12月17日 | グッドラック               | 畠中祐                                             | ―          |
| 373    | 2023年12月31日 | 承認欲求                   | 櫻坂46                                             | 中島ヨシキ |
| 423    | 2024年12月15日 | Kill Me                    | 堂島颯人                                           | 堂島颯人   |

## 公開録音・イベント
- 2017年4月2日(日)、名古屋市青少年文化センター アートピアホール
  - 中島ヨシキのフブラジ 公開録音（ゲスト：西山宏太朗、山谷祥生、帆世雄一）
  - 備考 - 第25陣（2017年4月9日放送）、第26陣（2017年4月16日放送）で前後編に分けて一部が放送された。
- 2018年2月18日(日)、名古屋市芸術創造センター
  - 中島ヨシキのフブラジ 公開録音「創造」 快刀乱麻の陣（ゲスト：天﨑滉平、畠中祐、石川界人）
  - 中島ヨシキのフブラジ 公開録音「創造」 しゅご～い！の陣（ゲスト：天﨑滉平、畠中祐、仲村宗悟）
  - 備考 - 昼の部が第70陣（2018年3月4日放送）[7]、夜の部が第71陣（2018年3月11日放送）[8]で一部放送された。

- 2018年12月9日(日)、CBCホール（愛知県名古屋市）
  - 中島ヨシキのフブラジ 公開録音 一番槍の陣（ゲスト：梅原裕一郎、小林裕介、高塚智人、西山宏太朗）
  - 中島ヨシキのフブラジ 公開録音 総大将の陣（ゲスト：梅原裕一郎、小林裕介、高塚智人、西山宏太朗）
  - 備考 - 昼の部が第112陣（2018年12月23日放送）[9]、夜の部が第114陣（2019年1月6日放送）[10]で一部放送された。

- 2019年5月26日(日)、刈谷市総合文化センター 大ホール
  - 中島ヨシキのフブラジ 公開録音 下剋上の陣（ゲスト：熊谷健太郎、堀江瞬、矢野奨吾、益山武明）
  - 中島ヨシキのフブラジ 公開録音 夜襲の陣（ゲスト：熊谷健太郎、堀江瞬、矢野奨吾、益山武明）
  - 備考 - 昼の部が第136陣（2019年6月9日放送）[11]、夜の部が第137陣（2019年6月18日放送）[12]で一部放送された。

- 2019年11月3日(日)、多治見市文化会館 バロー文化ホール（岐阜県多治見市）
  - 中島ヨシキのフブラジ 公開録音 灼熱の陣（ゲスト：仲村宗悟、野上翔、小松昌平）[13]
  - 中島ヨシキのフブラジ 公開録音 極寒の陣（ゲスト：仲村宗悟、野上翔、小松昌平）
  - 備考 - 昼の部の一部を第158陣（2019年11月10日放送）[14]、エチュードコーナーを第160陣（2019年11月24日放送）[15]に、夜の部の一部を第159陣（2019年11月17日放送）[16]、エチュードコーナーを第161陣（2019年12月1日放送）[17][18]とそれぞれ放送された。
- 2021年6月27日(日)、刈谷市総合文化センター アイリス大ホール
  - 中島ヨシキのフブラジ 公開録音 水無月の陣 第一部（ゲスト：笠間淳、堀江瞬、永塚拓馬）
  - 中島ヨシキのフブラジ 公開録音 水無月の陣 第二部（ゲスト：笠間淳、堀江瞬、永塚拓馬）
  - 備考 - 昼の部が第244陣（2021年7月4日放送）[19]、夜の部が第245陣（2021年7月11日放送）[20]で一部放送された。
- 2021年12月12日(日)、名古屋市公会堂 大ホール
  - 中島ヨシキのフブラジ 公開録音 凱旋の陣 （ゲスト：野上翔、狩野翔、竹内栄治、浦和希）
  - 中島ヨシキのフブラジ 公開録音 下剋上の陣再び （ゲスト：野上翔、狩野翔、竹内栄治、浦和希）
  - 備考 - 昼の部が第270陣（2022年1月2日放送）[21]、夜の部が第271陣（2022年1月9日放送）[22]で一部放送された。

- 2022年6月26日(日)、名古屋市公会堂 大ホール
  - 中島ヨシキのフブラジイベント 生誕の陣 昼の部 （ゲスト：梅原裕一郎、堀江瞬）
  - 中島ヨシキのフブラジイベント 生誕の陣 夜の部 （ゲスト：梅原裕一郎、堀江瞬）

- 2023年1月29日(日)、四日市市文化会館
  - 中島ヨシキのフブラジイベント 四日市の陣 昼の部 （ゲスト：仲村宗悟、駒田航、山谷祥生、高塚智人）
  - 中島ヨシキのフブラジイベント 四日市の陣 夜の部 （ゲスト：仲村宗悟、駒田航、山谷祥生、高塚智人）

- 2023年6月25日(日)、犬山市民文化会館 大ホール
  - 中島ヨシキのフブラジイベント ヨシキ生誕前日の陣 一部 （ゲスト：畠中祐、寺島惇太、益山武明）
  - 中島ヨシキのフブラジイベント ヨシキ生誕前日の陣 二部 （ゲスト：畠中祐、寺島惇太、益山武明）
- 2023年11月19日(日)、CBCホール（愛知県名古屋市）
  - 中島ヨシキのフブラジイベント 小田柿悠太と愉快な仲間たち 一部（ゲスト：西山宏太朗、小田柿悠太、榊原優希）
  - 中島ヨシキのフブラジイベント 小田柿悠太と愉快な仲間たち 二部（ゲスト：西山宏太朗、小田柿悠太、榊原優希）
- 2024年6月23日（日）、東別院ホール
  - 中島ヨシキのフブラジイベント 東別院の陣 一部（ゲスト：小林親弘、土岐隼一、山下誠一郎）
  - 中島ヨシキのフブラジイベント 東別院の陣 二部（ゲスト：小林親弘、土岐隼一、山下誠一郎）
- 2025年1月26日（日）、CBCホール（愛知県名古屋市）
  - 中島ヨシキのフブラジイベント ヨシキ伝説のマジ友大集合の陣 一部（ゲスト：浦尾岳大、小林大紀、汐谷文康）
  - 中島ヨシキのフブラジイベント ヨシキ伝説のマジ友大集合の陣 二部（ゲスト：浦尾岳大、小林大紀、汐谷文康）

## 配信イベント
- 2020年5月31日(日)※ニコニコ生放送
  - 中島ヨシキのフブラジ 生配信イベント 笑笑の陣 第一幕（ゲスト：梅原裕一郎、畠中祐、濱野大輝）
  - 中島ヨシキのフブラジ 生配信イベント 笑笑の陣 第二幕（ゲスト：梅原裕一郎、畠中祐、濱野大輝）
- 2020年12月6日(日)※ニコニコ生放送
  - 中島ヨシキのフブラジ 生配信イベント 八十一の陣 第一部（ゲスト：羽多野渉、神尾晋一郎）[23]
  - 中島ヨシキのフブラジ 生配信イベント 八十一の陣 第二部（ゲスト：羽多野渉、神尾晋一郎）

## 関連DVD
- なうON AIR 仲村宗悟の陣（2018年1月1日、ARDD-4321）[24]
- なうON AIR 西山宏太朗の陣（2018年12月9日、ARDD-4322）[25]
- 中島ヨシキのフブラジ 公開録音 一番槍の陣 総大将の陣（2019年3月18日、ARDD-6001）[26]